# 繆爾克里克 (新墨西哥州)
繆爾克里克（英語：Mule Creek）是位於美國新墨西哥州格蘭特縣的非建制地區。

## 歷史
繆爾克里克的郵局自1916年營運至今。

## 地理
繆爾克里克所處的海拔為高於海平面1595米（即5233英呎），而該地所採用的時區為UTC-7，即北美山地时区（MST）。同時該地設有夏令時間，為UTC-7調快一小時，即UTC-6（MDT）。